# Titularbistum Dara dei Siri
Dara dei Siri ist ein Titularbistum, das vom Papst an Titularbischöfe aus der mit Rom unierten Syrisch-katholischen Kirche vergeben wird.
Es geht zurück auf einen untergegangenen Bischofssitz in der Stadt Dara-Anastasiupolis in der römischen Provinz Mesopotamia in Türkei.
| Titularbischöfe von Dara dei Siri |                                                     |                                    |                 |               |
| Nr.                               | Name                                                | Amt                                | von             | bis           |
| 1                                 | Athanase Matti Shaba Matoka                         | Weihbischof in Bagdad (Irak)       | 25. August 1979 | 15. Juli 1983 |
| 2                                 | Flavien Joseph Melki Titularerzbischof pro hac vice | Weihbischof in Antiochia (Libanon) | 25. Mai 1996    |               |